# Португальсько-марокканські відносини
Португа́льсько-марокка́нські відно́сини (порт. Relações entre Portugal e Marrocos) — двосторонні відносини між державами Португалія та Марокко у галузі міжнародної політики, економіки, освіти, науки, культури тощо. Сягають VIII століття, часів мусульманського завоювання Іспанії. Формувалися в ході португальсько-марокканських воєн: мусульмансько-марокканської експансії на Піренейському півострові, що з XV століття змінилася християнсько-португальською експансією в Північній Африці. Після втрати Португалією незалежності в 1580—1640 роках та Реставраційної війни 1640—1668 років португальці втратили більшість марокканських володінь. 1774 року обидві держави підписали договір про мир і дружбу, який поклав край територіальним претензіям. 1960 року Португалія відкрила своє постійне посольство в Марокко.

## Історія
- Португальсько-марокканські війни